# 危地马拉政治
危地马拉是位于中美洲的一个总统制国家，危地马拉总统是该国的最高领导人，兼有国家元首与政府首脑的职责。该国的行政权由政府行使。该国实行多党制。该国立法权属于政府和国民议会，司法权独立于行政机关和立法机关。

## 总统与副总统
| 職位   | 名稱              | 所屬政黨 | 就任日期      |
| ------ | ----------------- | -------- | ------------- |
| 总统   | 贝尔纳多·阿雷瓦洛 | 种子运动 | 2024年1月14日 |
| 副总统 | 卡琳·埃雷拉       | 种子运动 | 2024年1月14日 |

## 政党
危地马拉的主要政党有：
- “为争取不同的危地马拉而前进”党：为该国的执政党。现任总统贾马太为参与选举于2017年创立该党。在2019年6月议会选举中夺得17个议席，为议会第二大党。2020年1月，贾马特就职当日宣布脱离该党，以超脱党派利益更好服务人民。
- 全国希望联盟：为该国的反对党。2002年9月由前总统科洛姆组建，现有党员9万余名，系该国第一大党。在2019年6月议会选举中夺得52个议席，为议会第一大党，亦是拥有市长数量最多的党派。
- 国家变革联盟：2006年建党。在2019年6月议会选举中夺得12个议席，为议会第三大党。[1]

## 宪法
危地马拉共和国宪法于1985年5月经国民议会通过，1986年1月14日生效，1994年1月30日通过宪法修正案。宪法规定：总统为国家元首、政府首脑和武装部队总司令；总统、副总统由直接选举产生，任期4年，不得连选连任；军人退役满5年后方可竞选总统。

## 议会
危地马拉国民议会为一院制，行使立法权，议员任期4年，可连选连任。设议长和3名副议长，任期1年。本届国民议会于2020年1月成立，共160席，各党所占席位如下：全国希望联盟52席，前进党17席，国家变革联盟12席，其他16个党团共占79席。现任议长为前进党议员阿伦·埃斯德华多·罗德里格斯·雷耶斯，于2020年1月就职，2021年1月连任，任期1年。